# Lukács Pál (brácsaművész)
Lukács Pál (Budapest, 1919. április 27. – Budapest, 1981. május 22.) Kossuth-díjas brácsaművész, hegedű- és énektanár. Működésével „emancipálta” a brácsát Magyarországon, a Zeneakadémián a hegedű szak melléktárgyából választható főszakká tette; kora hazai zeneszerzőit hangszerére írott darabok sorára ihlette. Fia és unokája is örökölte a hangszer iránti rendkívüli fogékonyságát.

## Élete, munkássága
Zenei tanulmányait 1934 és 1943 között végezte a Zeneakadémián, a hegedű tanszakon Koncz János és Waldbauer Imre, az ének szakon Walter Margit és Molnár Imre voltak a mesterei. 1946-ban lett a főiskola tanára, egy évig éneket tanított, 1947-től pedig a brácsa főtanszak vezetője lett. 1972-től rektorhelyettes, 1975-től ének tanszékvezető volt. 1964 és 1978 között vendégprofesszor volt a Weimari Nemzetközi Zenei Szemlén. Elnökségi tagja volt a Magyar Zeneművészek Szövetségének. Tanári munkájával kapcsolatban nyilatkozta róla Erdélyi Miklós karmester: „…amikor tanított, tele volt derűvel, az élet szeretetét, a szépségben való hitet, az optimizmust árasztotta magából.” Tanítványa volt például Bársony László, Erdélyi Csaba, Nagy Vidor, Németh Géza és Ormai Gábor.
Brácsaművészként 1936-tól az Operaház zenekarának tagja lett, 1947-től 1976-ig pedig az együttes szólóbrácsása volt. 1948-ban díjat nyert a genfi Nemzetközi Zenei Versenyen. Szólóban és kamarazenekarban is sokat koncertezett Magyarországon és külföldön is. Fellépett például a Bécsi zenei hetek, a Prágai tavasz és a Velencei biennálé előadásain, Bulgáriában, Jugoszláviában, Olaszországban és Svájcban stb. Később számos nemzetközi zenei verseny zsűrijébe is meghívták. Magyar és külföldi zeneszerzők írtak számára darabokat. „Bartók, Walton, Dávid Gyula, Kadosa Pál, Stamitz, Christian Bach brácsaversenyeinek nagyszerű előadásaira emlékszem. Nem volt könnyű őt kísérni. Romantikus alkatú művész volt, a romantika túlzásaitól nem volt mentes a játéka, de a természeti jelenségekhez hasonlóan, ezek a túlzások is szervesen az egyéniségéből fakadtak” – mondta róla szintén Erdélyi Miklós.
Művészetét rádió- és hanglemezfelvételek sora őrizte meg (saját lemezeinek száma hat). „Már-már boszorkányos az, amit ő alig egy arasznyi vonóhosszúságon véghez tud vinni: olyan bonyolult figurációkat, amelyekről azt hinné az ember, hogy nagy erőfeszítés nélkül nem végbevihető. S íme, leheletszerűen suhannak bele ezek is a levegőbe. Úgy hegedül, mint amikor a gyermek karikázik, azzal a kedvvel, könnyűséggel és mulatsággal. A német ezt úgy nevezi: Spielfreudigkeit” – írta egy hangversenye kapcsán Füst Milán.

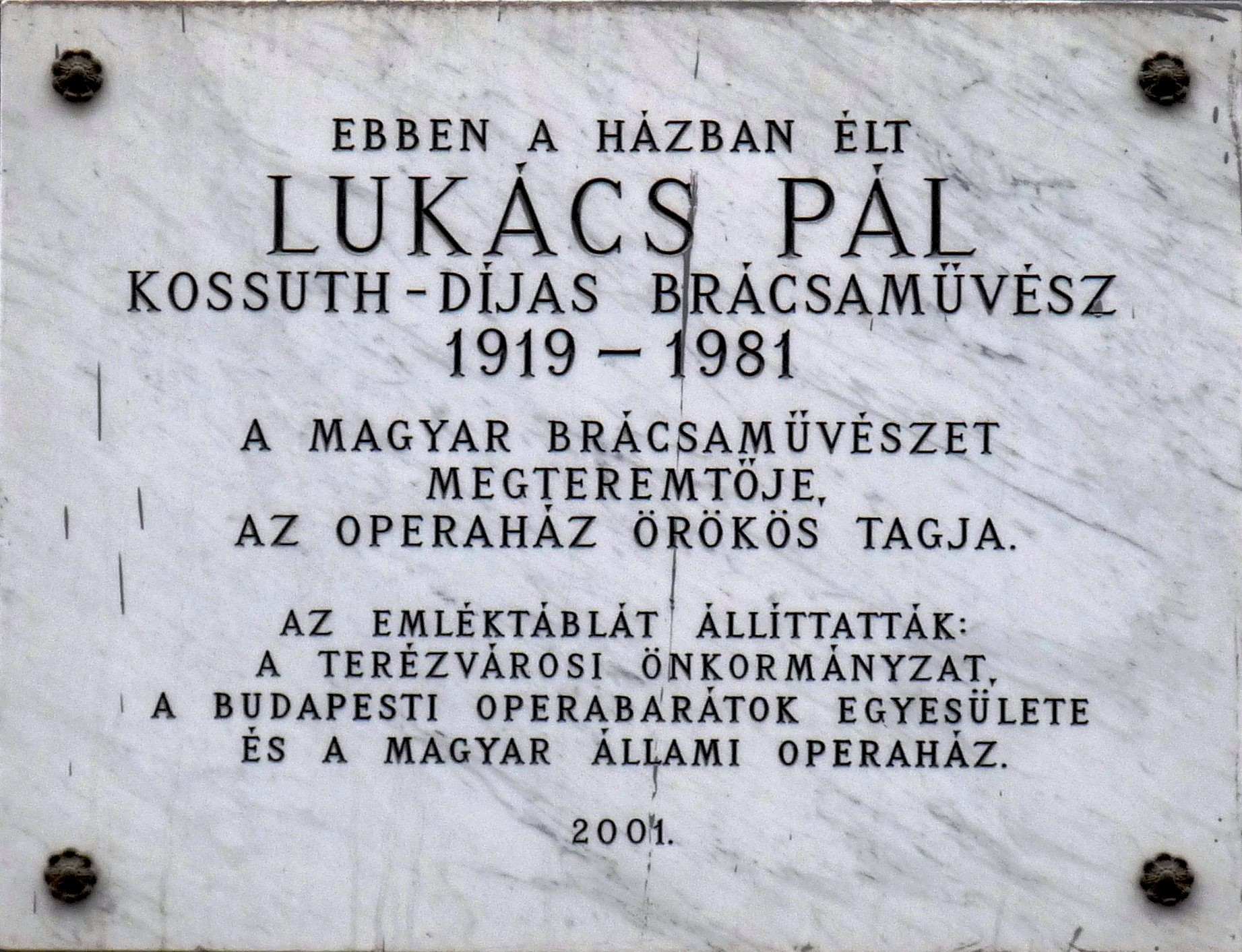
Emléktáblája egykori lakhelyén (VI. ker., Jókai utca 1)

Brácsára írt műveket adott közre, zenei cikkeket írt, zenepedagógiai előadásokat tartott, fontos munkája az 1960-ban megjelent Fekvésváltó gyakorlatok mélyhegedűre, felső fokon.

## Díjai, elismerései
- Kiváló Munkáért díj (1948)
- Népköztársasági Érdemérem arany fokozata (1950)
- Érdemes művész (1952)
- Kossuth-díj, III. fokozat (1965)
- Kiváló művész (1971)
- A Magyar Állami Operaház örökös tagja (1991, posztumusz)